# تبریز دولت‌میر
تبریز دولت‌میر (انگلیسی: Tabrezi Davlatmir؛ زادهٔ ۶ ژوئن ۱۹۹۸) بازیکن فوتبال اهل تاجیکستان است که در پست مدافع برای باشگاه فوتبال ناروا ترانس بازی می‌کند.
از باشگاه‌هایی که در آن بازی کرده‌است می‌توان به باشگاه فوتبال استقلال دوشنبه اشاره کرد.
وی همچنین در تیم‌های ملی فوتبال تیم ملی فوتبال زیر ۱۹ سال تاجیکستان و تاجیکستان بازی کرده‌است.